# Y si te vas
Y si te vas è un singolo dei rapper argentini Duki e Iacho, pubblicato il 24 giugno 2017.

## Tracce
1. Y si te vas – 3:04